# Ticket to Earth
Ticket to Earth est un jeu vidéo de type puzzle et tactical RPG développé et édité par Robot Circus, sorti en 2017 sur iOS.

## Accueil
- Canard PC : 8/10[1]
- Pocket Gamer : 9/10[2]